# Taqiyya
Taqiyya (Taqiya/Taqiyyah) betyder inden for shia-islam at 'beskytte eller værne sig selv'. Ordet har samme rodbogstaver som 'taqwa' (fromhed, frygt for Gud). 
Taqiyya er omtalt i Koranen, hvor Gud forsikrer muslimerne om, at det ikke er en synd at fravige islams forskrifter, hvis det sker, fordi man er tvunget til det. Historisk har begrebet især haft en række betydninger for shiamuslimer, drusere og andre mellemøstlige mindretal, der har været forfulgt af det sunnimuslimske flertal. En af betydningerne er, at man er skyldfri, hvis man i en livstruende situation lyver om sit tilhørsforhold til en minoritetsreligion. I sunnimuslimernes jura anses taqiyya imidlertid som moralsk forkastelig. Her gør man gældende, at en muslim altid skal tale sandt om sin tro, uanset hvad konsekvenserne er.
Islamforskerne Jesper Petersen og Niels Valdemar Vinding nævner taqiyya som et eksempel på det fænomen, at en række arabiske islamiske udtryk bruges misvisende i den offentlige debat, idet begrebet ofte fejlagtigt omtales som en islamisk regel, der skulle tillade muslimer at "tale med to tunger", dvs. at lyve. Ifølge professor i religionshistorie Jakob Skovgaard-Petersen har sunnimuslimer historisk brugt begrebet polemisk imod andre trosretninger som shiitter og drusere for at udpege disse som nogle, man ikke kunne stole på.

## Koranen omhandlende Taqiyya
Begrundelsen til taqiyya findes i bl.a. tre vers af Koranen, hvoraf den første hviler på en generel advarsel til de troende, hvor de ikke skal associere sig med de vantro:
"De troende skal ikke tage de vantro til venner frem for de troende. Og den, der gør dette, har intet med Allah (at straffe), medmindre I da tager jer i agt for dem med (al) agtpågivenhed. Og Allah advarer jer mod Sin straf, og til Allah vender i tilbage. Koranen al-Imran [3:28]"
Det andet vers bygger på, at de troende som frasiger deres religion under tvang, er fritaget for guddommelig straf:
"Dem, der fornægter Allah efter at have troet – undtagen dem, der bliver tvunget (til at afsværge troen), medens deres hjerter finder urokkelig fred i troen (og som Vi ikke vil straffe), men over dem, der åbner deres bryst for vantroen, hviler Allahs vrede, og de får en streng straf. Koranen al-Nahl [16:106]"
Det tredje vers omhandler Profeten Moses historie. Da Faraoen ville dræbe Moses ledsagere, stod en af Faraoens folk (som havde skjult sin sande tro) sig op og forsvarede Moses:
"Og en troende mand, der skjulte sin tro, fra Faraos folk, sagde: Vil I dræbe en mand, fordi han siger: Min Herre er Allah, når han endda er kommet til jer med klare beviser fra jeres Herre. Hvis han er en løgner, så vil hans løgn falde (tilbage) på ham (selv). Men hvis han taler sandt, så vil noget af det, han truer jer med, ramme jer. Sandelig, Allah retleder ikke den, som overskrider (alle grænser og er) en ærkeløgner. Koranen al-Mu’min [40:28]"

## Hadith omhandlende Taqiyya
Der er masser af hadith som omtaler taqiyya som værende en nødvendighed i visse situationer. Iblandt shia hadith samlinger ses bl.a. følgende hadith:
"Ham som ikke har nogen taqiyyah, har ingen religion (din)"
"Taqiyyah er [et mærke af] religionen, og den af mine forfædre."